# Chřapáč
Chřapáč (Helvella) je rod vřeckovýtrusých hub z čeledi chřapáčovité (Helvellaceae) patřící do řádu kustřebkotvaré (Pezizales).

## Nomenklatura
Rodu Helvella v latinské taxonomii odpovídá český rod chřapáč. Tento rod však bývá v české taxonomii často dělen do tří rodů:
- Chřapáč – většina hub rodu Helvella má v češtině tento druhový název.
- Kališník – druhy s miskovitým kloboukem a žebernatým třeněm, např. kališník obecný.
- Stopečka – drobné „chlupaté“ druhy s miskovitým kloboukem, např. stopečka pýřitá.

Běžně jsou používány jak názvy např. chřapáč obecný a chřapáč pýřitý, tak synonyma těchto názvů kališník obecný a stopečka pýřitá.
V 19. století a na počátku 20. byl český název chřapáč užíván i pro současný rod ucháč. Český mykolog Jan Bezděk v roce 1901 doporučil používat označení chřapáč pouze pro rod Helvella, zatímco pro rod Gyromitra zavedl název ucháč, které převzal z Krejčího spisů jakožto lidové označení. Naopak na Křivoklátsku, Karlštejnsku, Unhošťsku a na pražských trzích byly ucháče nazývány chřapáči ještě v polovině 20. století. Mykolog František Smotlacha vysvětloval souvislost názvu chřapáč s křehkostí těchto hub, které se při manipulaci snad „nachřápnou“.

## Charakteristika
Chřapáče jsou houby spíše středního či drobného vzrůstu, plodnice je tvořena kloboukem nesoucím na svém povrchu thecium (výtrusorodé rouško), a kratším či delším třeněm. Jednotlivé druhy se od sebe tvarem a barvou často dosti liší, i vnitrodruhová variabilita bývá vysoká.
Klobouk je zpravidla nepravidelně zprohýbaný, hrbolkatý a zkroucený, většinou laločnatého, sedlovitého nebo miskovitého tvaru. Třeň je buď podélně výrazně žebrovaný a žilnatý (lacunosní), nebo je válcovitý a hladký, případně drobně chlupatý. Dužnina klobouku je velmi tenká, chrupavčitá, ale křehká a velmi lámavá.

### Mikroskopické znaky
Výtrusorodé rouško na vnější straně klobouku je tvořeno protáhlými unitunikátními vřecky až 300 μm dlouhými, mezi nimi se vyskytují nitkovité parafýzy. Ve vřecku je uloženo 8 výtrusů, víceméně elipsoidních, bezbarvých.

### Výskyt
Chřapáče jsou spíše nehojné až vzácné houby, ekologie se liší druh od druhu, typickými místy výskytu jsou však listnaté lesy či okraje cest.

### Použití
Jako jedlé druhy bývají uváděny chřapáč kadeřavý, chřapáč obecný a chřapáč jamkatý.

## Galerie

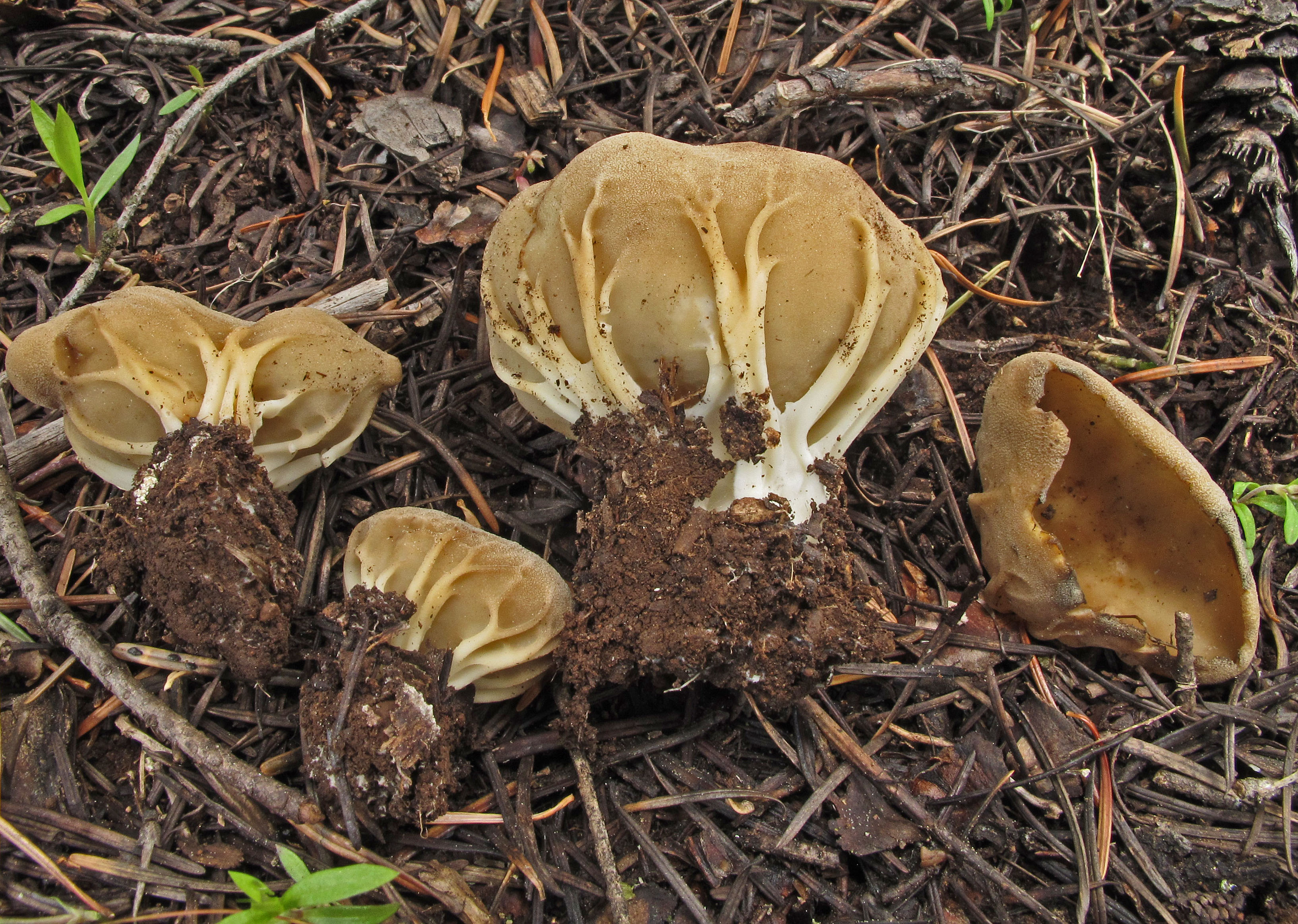
Chřapáč (kališník) obecný (Helvella acetabulum)
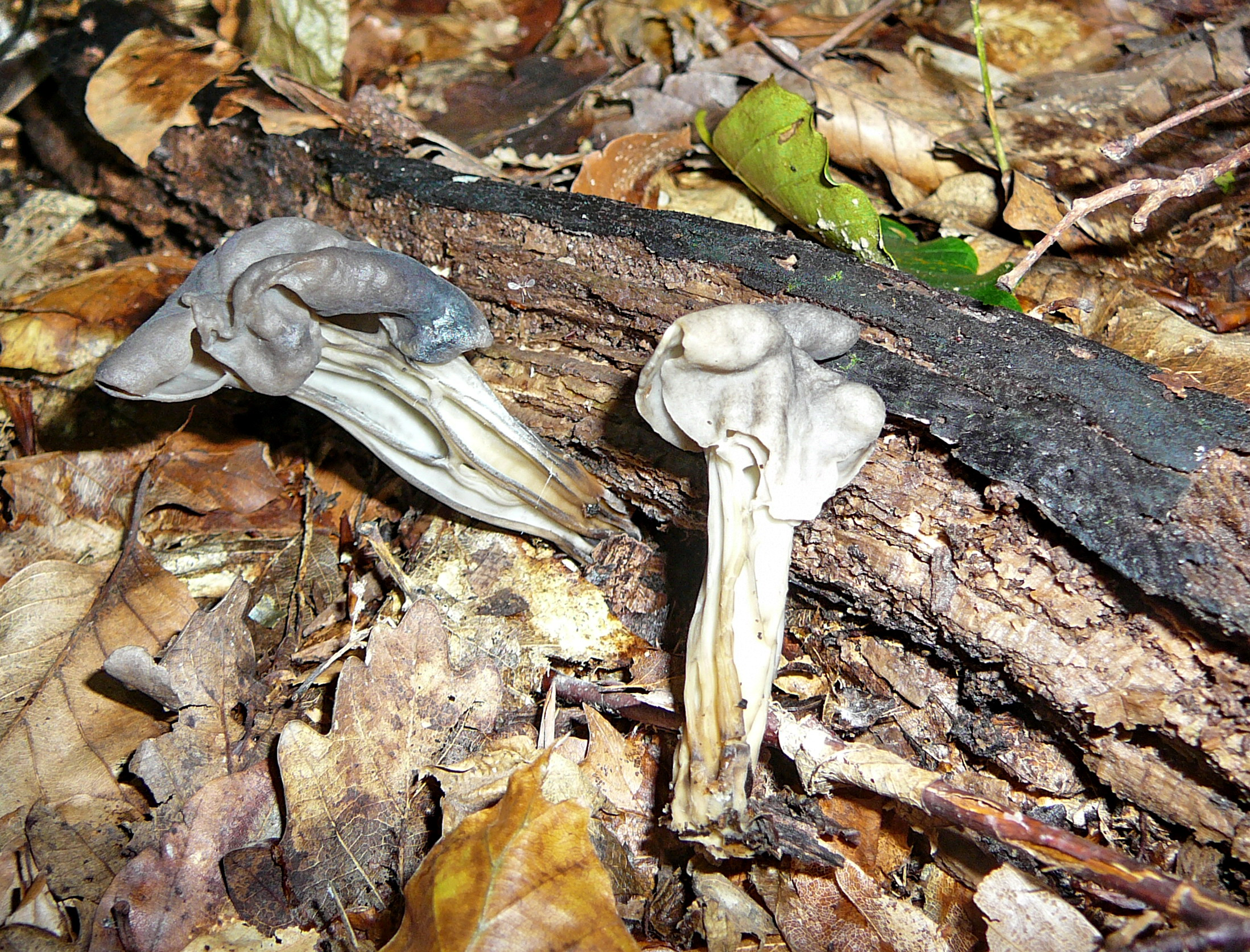
Chřapáč jamkatý (Helvella lacunosa)
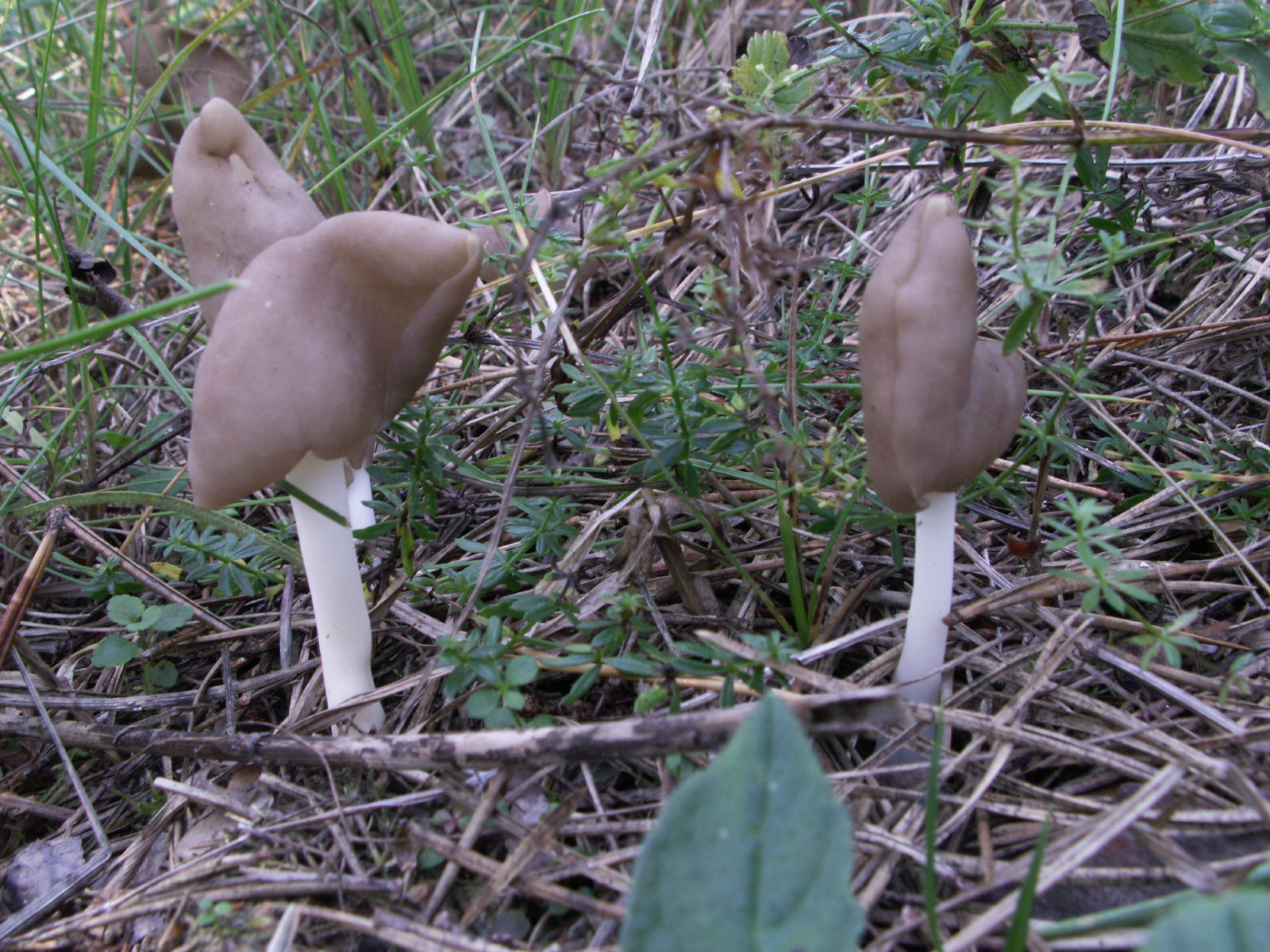
Chřapáč pružný (Helvella elastica)
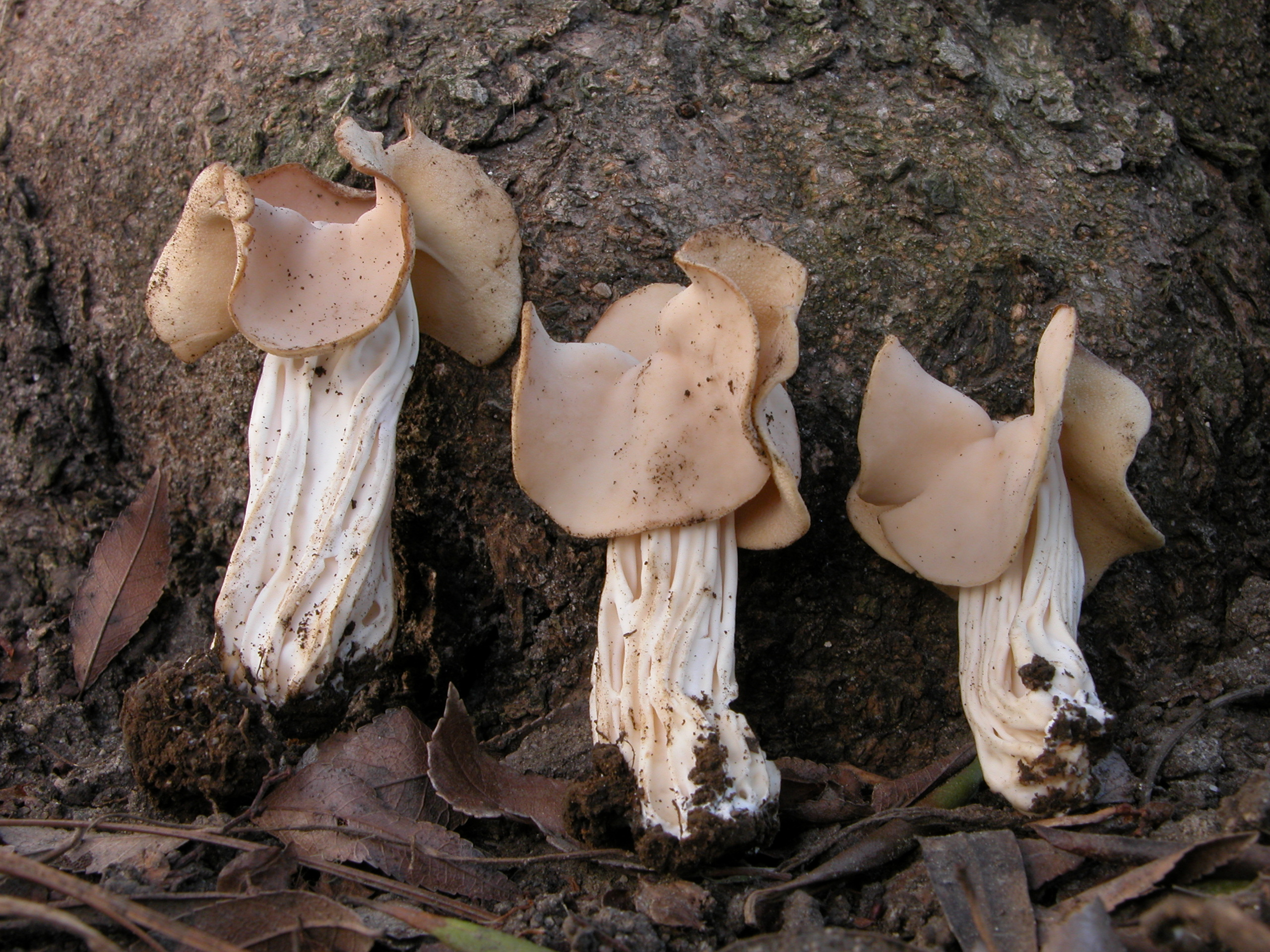
Chřapáč kadeřavý (Helvella crispa)
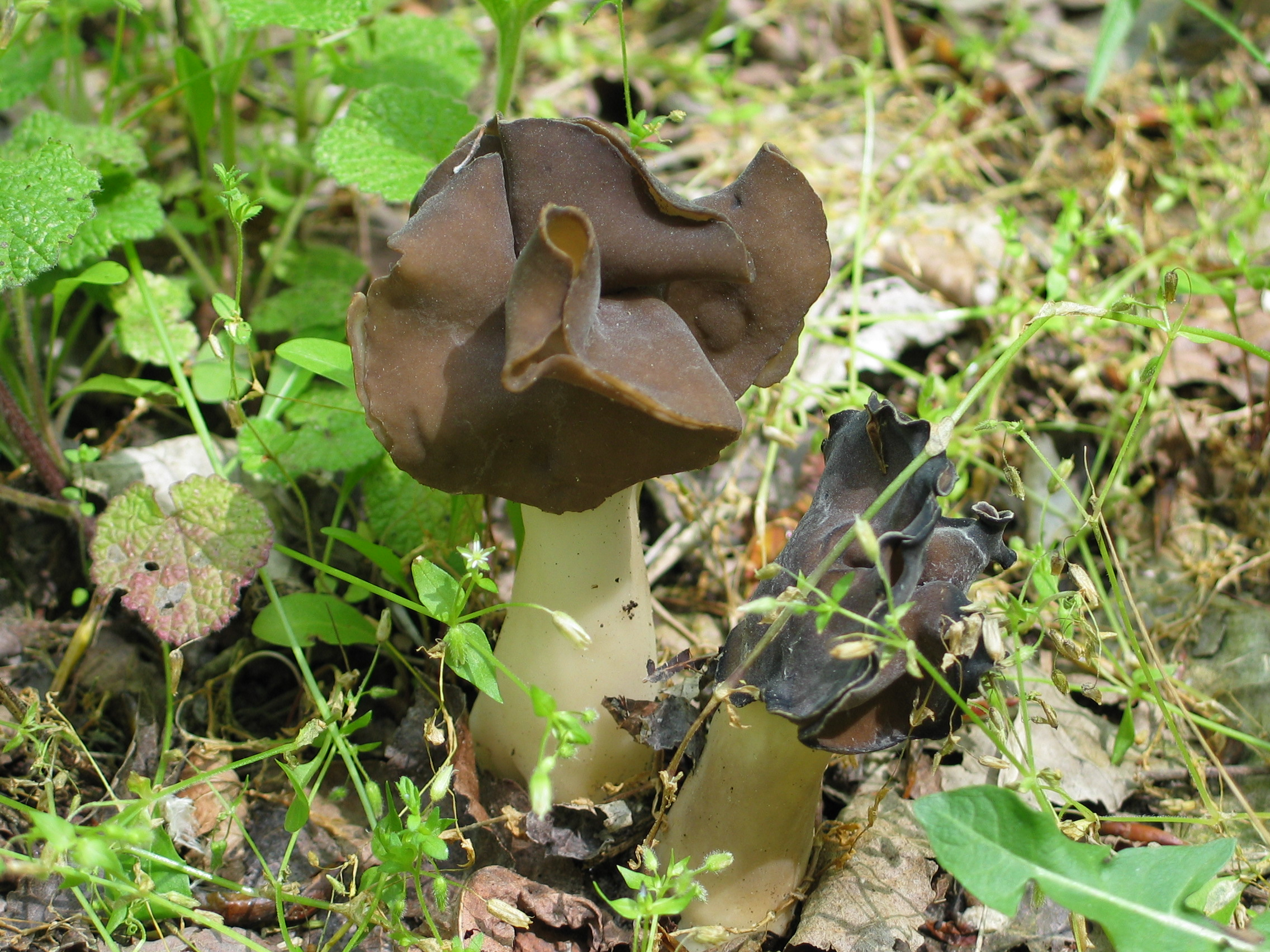
Chřapáč bělonohý (Helvella leucopus)
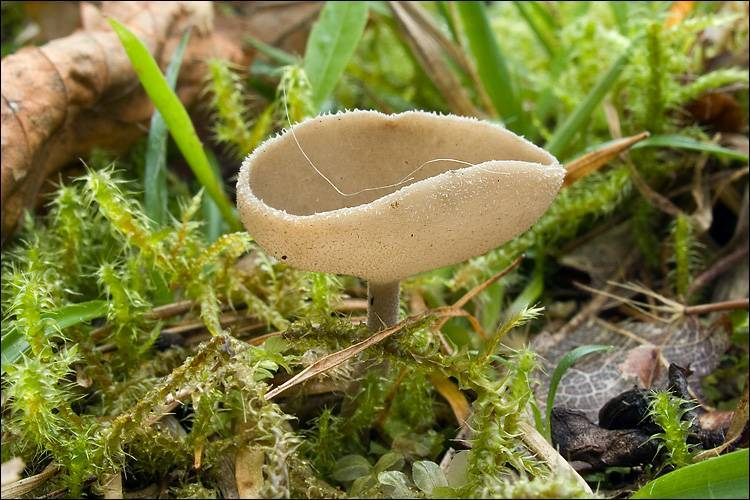
chřapáč (stopečka) pýřitý (Helvella macropus)